# Disney Jr. (Portugal)
Disney Jr. est une chaîne de télévision par câble et satellite portugaise.

## Histoire
Au 1er novembre 2012, elle a remplacé Disney Cinemagic.